# Snitter (høstmaskine)
 For alternative betydninger, se Snitter. (Se også artikler, som begynder med Snitter)
En snitter (også kaldet en finsnitter) er en høstmaskine, der bliver brugt til høst af grøntsager eller markafgrøder.

## Anvendelse
En finsnitter bliver mest brugt til ensilering af helsæd, græs og majs. I modsætning til en mejetærsker udtømmes grøntsagerne eller afgrøderne direkte gennem maskinen til en vogn eller en container, fra et bælte, eller en spalte. Vognen bliver normalt trukket ved siden af snitteren af en traktor. Finsnittere bruges efterhånden oftere end mejetærskere til at høste majs, da de ikke har behov for presning og harvning.[kilde mangler] Som andre høstmaskiner er en finsnitters forhjul større end baghjulene, så den kan navigere over markens bløde underlag uden at synke i. Til arbejde i mørke er snitteren udstyret med lygter.

## Grønthøster
Grønthøster er betegnelsen for en snitter, som består af en snittertromle og en tud, der går fra snittertromlen inde i chassiset. En grønthøster bruges til at høste grøntfoder og findele det til ensilage, og kan bruges til foder til f.eks. kreaturer. I modsætning til mejetærskere er tuden dog ikke udmundet med gummikanter og har kun en 'stor' spalte, hvor grøntfoderet (oftest) transporteres ud igennem til en ensilagevogn (græsvogn, hvis det er græs). En grønthøster kan bruge fire slags skæreborde afhængig af, hvilken type afgrøder de passer til i formen, majsskærebord, græsskærebord, helsædsskærebord og energitræskærebord.  Dog kan et græsskærebord og et helsædsskærebord begge bruges til høst af helsæd. Majsskærebordene findes i adskillige størrelser, angivet i rækker (regnet ud fra hvor mange majsrækker skærebordet har mulighed for at snitte på ét skår). Dog er der også opfundet et direkte græsskærebord, der bruges til at skære græsset direkte igennem. Ved kørsel er det en regel, at traktorer kører ved siden af grønthøsteren. I vanskelige sider kører traktoren bagved den under høst af majs, hvilket kræver koncentration, for ikke at køre sammen. Traktoren skal holde en bestemt afstand fra grønthøsteren, afhængig af, hvor ensilagen er planlagt til at ligge i vognen. Hvis høst af majs foregår i mørke, bliver det nødvendigt for landmænd at snitte kanterne af marken til den dag, hvor høsten skal foregå. Grønthøstere har dog også selv et anhængertræk til at trække en vogn med, som regel på grund af transport til der, hvor den pågældende vogn dagligt står (på en gård eller en maskinstation), eller til selv at transportere ensilage fra og til vognen. I modsætning til andre snittere er denne bygget med en tud i stedet for et bælte, da det strømmer ud ad udmundingen. Nu om dage bruges for det meste selvkørende grønthøstere, hvor der tidligere blev brugt grønthøstere trukket af en traktor. Maskinen er blevet kendt siden 1960.

## Forstoppelse
I nogle tilfælde af snitning af græs og majs, kan det ske, at finsnitteren får forstoppelse pga. større mængder end skærebordet kan findele på én gang.
- En traktor med anhænger kører ved siden af en selvkørende Claas Jaguar finsnitter.
- En traktortrukket grønthøster med anhænger.
- Et majsskærebord.
- En Serigstad traktortrukket grønthøster er parkeret ved en græsmark i Jæren i Norge.
- Selvkørende ballevogn til at transportere høballer af presset græs.
- New Holland selvkørende FR9000 grønthøster.
- Fodersækkepaknings- maskine.